# R Centauri
R Centauri é uma estrela variável na constelação de Centaurus, situada ao leste de Beta Centauri. A partir de sua paralaxe de 1,1082 ± 0,2413 milissegundos de arco (mas) medida pela sonda Gaia, está localizada a uma distância mais provável entre 929 e 1450 parsecs (3031–4729 anos-luz) da Terra. O catálogo dos dados da sonda Hipparcos lista uma paralaxe bem maior de 2,60 ± 0,76 mas, correspondendo a uma distância entre 298 e 543 parsecs.
R Centauri é uma variável Mira classificada com um tipo espectral de M4e–M8 IIe, indicando que é uma gigante luminosa no ramo gigante assintótico que alterna entre as classes espectrais M4 e M8 ao longo de um período de pulsação, variando sua luminosidade e raio no processo. Esta estrela apresenta duas propriedades unusuais: possui dois períodos de variabilidade, e seu período e amplitude vêm diminuindo continuamente ao longo das últimas décadas. O período dominante está diminuindo à taxa de aproximadamente 1 dia/ano, sendo igual a 550 dias em 1951 e 505-510 dias por volta de 2000. No fim da década de 2000, o período dominante era igual a 499,5 ± 2,2 dias e o secundário a 249,7 ± 0,4 dias. Da mesma forma, de 1951 até 2000, a amplitude da estrela diminuiu em cerca de 3 magnitudes, de 5,5–11,8 a 6,3–9,1 (magnitudes aparentes visuais). A explicação mais provável para essas duas anomalias é que a estrela está na breve fase do flash de hélio.
R Centauri apresenta abundâncias altas dos elementos oxigênio e lítio. Já foi identificada como um maser de H2O.

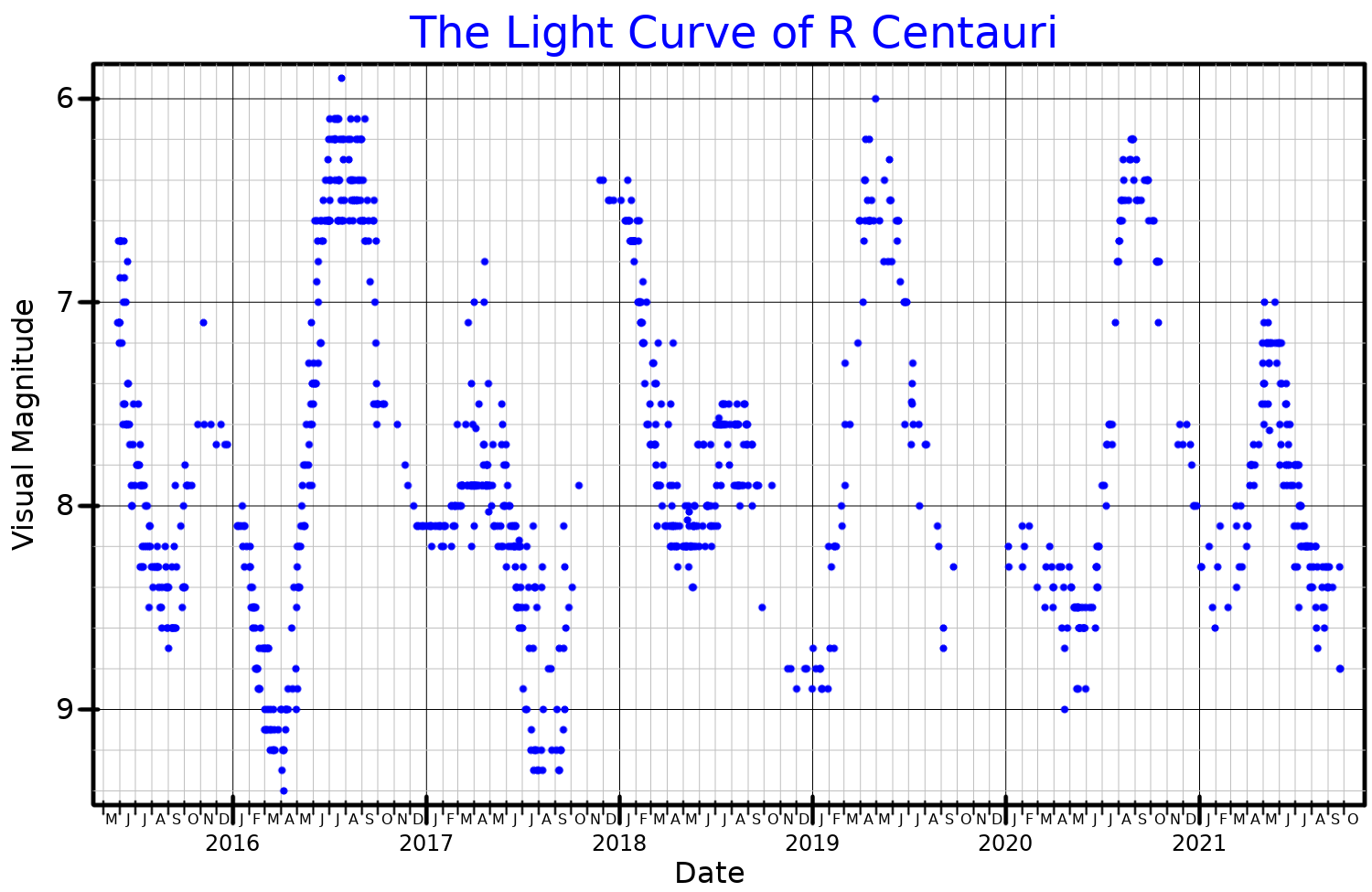
Curva de luz (banda visual) de R Centauri